# Caenorhabditis elegans
Caenorhabditis elegans je transparentni nematod (valjkasti crv), dug oko 1 , koji živi u zemljuštu sa umerenim svojstavima. Istraživanja molekularne i razvojne biologije C. elegansa su počela 1974. Pionir u ovom polju je Sidni Brener. Ovaj organizam je od tog doba ekstenzivno korišćen kao model organism.

## Literatura
- Bird, Jean; Bird, Alan C. (1991). The structure of nematodes. Boston: Academic Press. стр. 1, 69–70, 152–153, 165, 224–225. ISBN 978-0-12-099651-3.
- Hope, Ian A. (1999). C. elegans: a practical approach. Oxford [Oxfordshire]: Oxford University Press. стр. 1—6. ISBN 978-0-19-963738-6.
- Riddle, D.L., T. Blumenthal, R. J. Meyer & J. R. Priess (1997). C. elegans II. Cold Spring Harbor Laboratory Press, New York. стр. 1—4, 679—683. ISBN 978-0-87969-532-3.
- Wood, William Barry (1988). „Chapter 1: Introduction to C. elegans Bioloogy”.  Ур.: Wood, William Barry. The Nematode Caenorhabditis elegans. Cold Spring Harbor Laboratory Press. стр. 1. ISBN 978-0-87969-433-3. Приступљено 13. 12. 2009.

## Spoljašnje veze
- Nematodi sa žudnjom za nikotin